# Isabelle Adriani
Federica Federici (Umbertide, Umbria, Italia, 22 de junio de 1972), conocida por su nombre artístico Isabelle Adriani, es una actriz, periodista, cantante y escritora italiana.

## Carrera
Adriani nació en Umbertide, Umbria. Ha aparecido en más de treinta películas en todo el mundo. Actuó en The Young Messiah,  dirigida por Cyrus Nowrasteh, con Sean Bean. Interpretó a Esmeralda en Reclaim, dirigida por Alan White y compartiendo reparto con John Cusack, a una periodista en Come to the World con Penélope Cruz, a una prostituta en The American con George Clooney, y a una periodista en Infidel con Jim Caviezel. También trabajó en dos películas dirigidas por el director italiano Pupi Avati.
Ha publicado ocho libros bajo el nombre de Federica Federici: The Blue Butterfly Fairy Tales, Favole Vere, Princesses of Paper, Cinderella The Legend, The magic of Handicap, The Island of the Sun y las novelas históricas The Face of Rose y Garden Power.